# Група (ВПС)
Гру́па (повітряні сили) — у військовій авіації:

## Визначення
1. кілька підрозділів, частин або з'єднань авіації (одного або різних її родів), тимчасово об'єднаних під загальним управлінням старшого авіаційного начальника для виконання певних бойових завдань. Склад авіаційної групи може бути різним: від 2-3 авіаційних загонів за часів Громадянської війни в Росії, до 6-7 і більше авіаційних полків у період німецько-радянської війни;
2. у ВПС деяких країн — група ВПС — штатна частина або з'єднання авіації. Наприклад, Ударне авіаційне командування ПС Великої Британії включає авіаційні групи: бомбардувальну, винищувальну, тактичну, транспортну, берегової авіації, кожна з яких становить авіаційне з'єднання по 60—100 військових літаків. У ПС Японії, Канади, Норвегії авіаційна група включає 1-3 авіаційну ескадрильї, причому в Японії авіаційна група має тільки літаки і входить до складу авіаційного крила поряд з обслуговуючими підрозділами;
3. найменування елементів бойового порядку авіаційної частини (з'єднання) в повітрі, що застосовується у ВПС усіх країн. Розрізняють авіаційні групи ударні та забезпечення (прикриття, придушення засобів ППО, радіоелектронної протидії, розвідки тощо).

## Люфтваффе
У військово-повітряних силах Третього Рейху 3 ескадрильї об'єдналися в групу. Крім 3 ескадрилей в складі групи малося ще 4 літака, які утворювали штабну ланку (нім. Stabsscwarn). Ці літаки командира групи (нім. Gruppenkommandeur) та трьох офіцерів, складали штаб групи (нім. Gruppenstab). До штабу групи входили начальник штабу, ад'ютант групи та оперативний офіцер. Штатна категорія командира авіаційної групи гауптман — майор.
Група могла бути підрозділом у складі ескадри, або бути самостійною військовою частиною. Всього група мала 40 літаків.